# Maladera distincta
Maladera distincta är en skalbaggsart som beskrevs av Moser 1915. Maladera distincta ingår i släktet Maladera och familjen Melolonthidae. Inga underarter finns listade i Catalogue of Life.